# Chrysopilus vitreus
Chrysopilus vitreus Santos & Amorim, 2007 è un dittero appartenente alla famiglia Rhagionidae.

## Etimologia
Il nome proprio della specie deriva dall'aggettivo latino vitreus, -a, -um, cioè vitreo, trasparente, in riferimento alla membrana alare completamente trasparente, fatta eccezione per lo pterostigma.

## Caratteristiche
L'olotipo maschile rinvenuto ha lunghezza totale è di 9,1-10,0mm; la lunghezza delle ali è di 5,8-6,0mm.

## Distribuzione
La specie è stata reperita nel Brasile settentrionale: nello stato di Amapá, nella Microregione di Macapá, all'interno della Serra do Navio.

## Tassonomia
Al 2015 non sono note sottospecie e dal 2007 non sono stati esaminati nuovi esemplari.